# Can Tòfol
Can Tòfol és una obra de Corçà (Baix Empordà) inclosa a l'Inventari del Patrimoni Arquitectònic de Catalunya.

## Descripció
Edifici situat al poble de Matajudaica, al carrer Major. Estructuralment està format per tres crugies (tan típic de les nostres masies). Consta d'una planta baixa, on el sostre està solucionat mitjançant voltes, i d'un primer pis, i un altell coberts amb bigues i cairats de fusta. Constructivament parlant, l'estructura portant està feta amb pedra i morter de calç, i la cobert que és a dues aigües, amb teula àrab. Davant seu s'hi obra un gran pati, que a la vegada queda tancada per un cobert també fet amb pedra i teula àrab. Distribució irregulars de les obertures, totes rectangulars.